# Nephrolepis obliterata
Nephrolepis obliterata John Smith, 1841 è una specie di felce appartenente alla famiglia delle Nephrolepidaceae. Questa felce è nativa dell'Australia, ma è relativamente facile coltivarla in casa in qualunque parte del mondo. Infatti, non essendo molto sensibile alla mancanza di umidità, è più adatta agli ambienti interni.

## Descrizione
La pianta è formata da ciuffi da 3 o 4 fronde. Stoloni da 1-2mm che si ramificano ad angolo divaricato. Non sono presenti tuberi. Le fronde sono lunghe da 100 a 170cm (o anche di più), larghe da 12 a 33cm, stipiti lunghi dai 36 agli 80cm.

## Distribuzione e habitat
La Nephrolepis Obliterata è una pianta originaria dell'Australia del Nord-Est. Al momento identificata nelle seguenti aree: Molucche, Nuova Guinea, Nuova Britannia, Isole Solomone, Vanuatu, Nuova Caledonia, Isole Caroline (nel Pacifico) e a Queensland (Australia).
Questa felce cresce a basse altitudini, dal livello del mare fino ad un massimo di 300m, occasionalmente a 1000m. È possibile trovarla in diversi tipi di foreste, mangrovie e paludi. Costituisce parte abbondante della vegetazione bassa, ai margini delle foreste, sugli argini dei fiumi o come epifite sui tronchi degli alberi o alberi caduti.